# Holland Roden
Holland Roden, född den 7 oktober 1986 i Dallas, Texas, är en amerikansk skådespelerska. Hon är mest känd för sin roll som Lydia Martin i TV-serien Teen Wolf.

## Filmografi
| År        | Titel                            | Roll            | Noteringar                      |
| --------- | -------------------------------- | --------------- | ------------------------------- |
| 2007      | 12 Miles of Bad Road             | Bronwyn         | 3 avsnitt                       |
| 2008      | CSI: Crime Scene Investigation   | Kira Dellinger  | Avsnitt "Goodbye and Good Luck" |
| 2008      | Lost                             | Emily Locke     | Avsnitt "Cabin Fever"           |
| 2008      | Cold Case                        | Missy Gallavan  | Avsnitt "Roller Girl"           |
| 2009      | Pushed                           | Sascha          |                                 |
| 2009      | Weeds                            | Yogurt Peddler  | Avsnitt "Wonderful Wonderful"   |
| 2009      | Bring It On: Fight to the Finish | Sky             | Filmdebut                       |
| 2009      | Community                        | Girl            | Avsnitt "Environmental Science" |
| 2010      | Criminal Minds                   | Rebecca Daniels | Avsnitt "...A Thousand Words"   |
| 2010      | The Event                        | Ung Violet      | Avsnitt "Loyalty"               |
| 2011–2017 | Teen Wolf                        | Lydia Martin    |                                 |
| 2011      | Memphis Beat                     | Jill Simon      | Avsnitt "Lost"                  |
| 2012      | Grey's Anatomy                   | Gretchen Shaw   | Avsnitt "This Magic Moment"     |
| 2012      | House of Dust                    | Gabby           |                                 |